# Pozorka (Nejdek)
Pozorka (německy Gibacht) je vesnice, část města Nejdek v okrese Karlovy Vary v Karlovarském kraji. Nachází se asi 2,5 kilometru jihovýchodně od Nejdku. Prochází zde silnice II/220. Pozorka leží v katastrálním území Pozorka u Nejdku o rozloze 1,85 km².

## Historie
První písemná zmínka o vesnici pochází z roku 1847.

## Obyvatelstvo
Při sčítání lidu v roce 1921 zde žilo 396 obyvatel (z toho 192 mužů), z nichž bylo 394 Němců a dva cizinci. Všichni se hlásili k římskokatolické církvi. Podle sčítání lidu z roku 1930 měla vesnice 685 obyvatel: pět Čechoslováků, 678 Němců a dva cizince. V náboženství převažovala římskokatolická většina, ale žilo zde také šest evangelíků, čtyři členové jiných nezjišťovaných církví a sedmdesát lidí bez vyznání.
| Rok            | 1869 | 1880 | 1890 | 1900 | 1910 | 1921 | 1930 | 1950 | 1961 | 1970 | 1980 | 1991 | 2001 | 2011 | 2021 |
| -------------- | ---- | ---- | ---- | ---- | ---- | ---- | ---- | ---- | ---- | ---- | ---- | ---- | ---- | ---- | ---- |
| Počet obyvatel | 348  | 380  | 399  | 419  | 435  | 396  | 685  | 279  | 277  | 254  | 263  | 231  | 276  | 256  | 312  |
| Počet domů     | 45   | 48   | 50   | 51   | 51   | 52   | 87   | 80   | 80   | 62   | 63   | 69   | 77   | 90   | 103  |

## Obecní správa
Při sčítání lidu v letech 1869–1890 Pozorka byla osadou obce Fojtov v okrese Kraslice. V letech 1900–1950 byla samostatnou obcí, se kterým patřila nejprve do okresu Kraslice, ale v letech 1910–1930 v okrese Nejdek a v roce 1950 v okrese Karlovy Vary-okolí. V letech 1961–1975 byla opět častí obce Fojtov v okrese Karlovy Vary. Od 1. ledna 1976 je částí města Nejdek v okrese Karlovy Vary. V roce 1950 k obci patřila Vysoká Štola.